# Metanarthecium luteoviride
Metanarthecium luteoviride Maxim. – gatunek wieloletnich, skrytopączkowych roślin zielnych z monotypowego rodzaju Metanarthecium z rodziny łomkowatych (Nartheciaceae), występujący we wschodniej Azji, na Wyspach Kurylskich, w Japonii i Korei. Rośliny z tego gatunku zasiedlają łąki górskie. Kwitną od czerwca do sierpnia.

## Morfologia
ŁodygaPodziemne, krótkie i grube kłącze.
LiścieLiście odziomkowe, żółtawozielone, nagie, odwrotnie lancetowate do szeroko odwrotnie lancetowatych, stopniowo zwężające się u nasady, o wierzchołku zaostrzonym do ostrego, o długości 8–20 cm i szerokości 1–4 cm.
KwiatyKwiaty 6-pręcikowe, obupłciowe, zebrane w kłos, wyrastający na głąbiku o długości 20–40 cm, niekiedy rozgałęzionym. Okwiat pojedynczy, 6-listkowy. Listki okwiatu żółtawozielone, równowąskie, niemal tępe, o długości 5–10 mm. Podsadki równowąskie, podkwiatki pojedyncze. Szypułki bardzo krótkie. Pręciki o nitkach równowąskich, lekko poszerzonych u nasady, i podługowatych główkach. Zalążnie trójkomorowe, jajowate, wielozalążkowe. Szyjki słupków cylindryczne. Znamiona słupków lekko trójklapowe.
OwocePodługowate, zaostrzone torebki. Nasiona drobne, brązowe.

## Systematyka i zmienność
W ramach gatunku wyróżniono dwie odmiany botaniczne:
- Metanarthecium luteoviride var. luteoviride
- Metanarthecium luteoviride var. nutans Masam.